# 6102 Visby
6102 Visby este un asteroid din centura principală de asteroizi.

## Descriere
6102 Visby este un asteroid din centura principală de asteroizi. A fost descoperit pe 21 martie 1993 la Observatorul La Silla în cadrul programului UESAC. El prezintă o orbită caracterizată de o semiaxă mare de 2,60 ua, o excentricitate de 0,16 și o înclinație de 1,8° în raport cu ecliptica.